# Marema
Marema är en kommun i Brasilien.   Den ligger i delstaten Santa Catarina, i den södra delen av landet, 1 300 km söder om huvudstaden Brasília. Antalet invånare är 2 203.
Omgivningarna runt Marema är en mosaik av jordbruksmark och naturlig växtlighet. Runt Marema är det ganska glesbefolkat, med 24 invånare per kvadratkilometer.